# Phyllodoce australis
Phyllodoce australis är en ringmaskart som beskrevs av Francis Day 1975. Phyllodoce australis ingår i släktet Phyllodoce och familjen Phyllodocidae. Inga underarter finns listade i Catalogue of Life.